# Hood River (Oregón)
Hood River es la sede del condado de Hood River en el estado estadounidense de Oregón. En el año 2006 tenía una población de 6.580 habitantes y una densidad poblacional de 1,222.64 personas por km².

## Geografía
Hood River se encuentra ubicada en las coordenadas 45°42′24″N 121°31′18″O / 45.70667, -121.52167.

## Demografía
Según la Oficina del Censo en 2000 los ingresos medios por hogar en la localidad eran de $31,580, y los ingresos medios por familia eran $35,568. Los hombres tenían unos ingresos medios de $31,583 frente a los $24,764 para las mujeres. La renta per cápita para la localidad era de $17,609. Alrededor del 17.3% de la población estaban por debajo del umbral de pobreza.